# Linia kolejowa Smolewicze – Narodowy Port Lotniczy Mińsk
Linia kolejowa Smolewicze – Narodowy Port Lotniczy Mińsk – linia kolejowa na Białorusi łącząca stację Smolewicze ze stacją Szemiotowo.
Znajduje się w obwodzie mińskim i w Mińsku. Linia na całej długości jest niezelektryfikowana i jednotorowa. W początkowym fragmencie biegnie wzdłuż linii Orsza – Mińsk Osobowy.

## Historia
W latach 2014–2017 na krańcu linii istniał przystanek Narodowy Port Lotniczy Mińsk. Obecnie tory za Szemiotowem są rozebrane.